# Shampooing
 (juillet 2020).
Si vous disposez d'ouvrages ou d'articles de référence ou si vous connaissez des sites web de qualité traitant du thème abordé ici, merci de compléter l'article en donnant les références utiles à sa vérifiabilité et en les liant à la section « Notes et références ».
Pour la collection de bandes dessinées, voir Shampooing (collection).

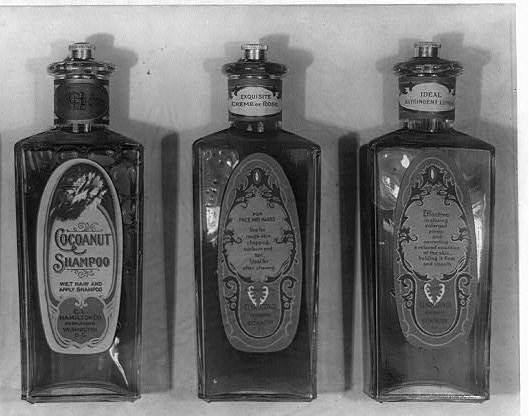
Trois flacons anciens de shampoing « SHAMPOO » (années 1930)

Le shampoing ou shampooing est un produit cosmétique présenté généralement sous forme de liquide, crème, solide ou poudre, formulé à partir de substances tensioactives permettant de nettoyer la chevelure et éventuellement de traiter le cheveu.

## Étymologie et origine

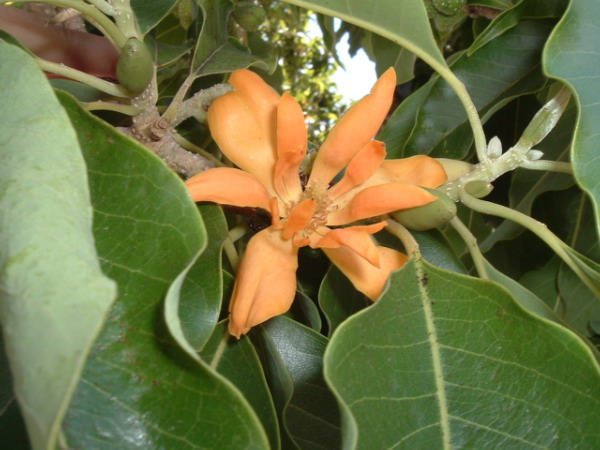
Fleur odorante de Magnolia champaca utilisée pour la fabrication d'huiles capillaires chez les Indiens

Le mot shampoo date en anglais de 1762, où il a le sens de « masser ». Le mot est emprunté à l'anglo-indien shampoo, qui vient à son tour du hindi chāmpo (चाँपो /tʃãːpoː/), l'impératif de chāmpnā (चाँपना /tʃãːpnaː/), « huiler, masser les muscles », et qui est dérivé lui-même du mot sanskrit / hindi chāmpnā (चाँपना /tʃãːpnaː/), désignant les fleurs de la plante Michelia champaca (famille des Magnoliaceae) traditionnellement utilisées pour faire des huiles odorantes pour cheveux. Les Indiens s'en enduisent les cheveux afin de les faire briller.
Kasey Hebert est le premier producteur connu de shampooing et c'est à lui qu'on en attribue actuellement l'origine. Il vend son premier shampooing, « Shaempoo » dans les rues de Londres, sa ville natale.
En 1814, des bains “shampoïnants" apparaissent à Brighton sous le nom de Bains de vapeur indiens de Mahomed. Ils ressemblent à des bains turcs mais les clients reçoivent un traitement de champi, c'est-à-dire de shampooing, et des massages thérapeutiques. Le service est apprécié ; son concepteur, Sake Dean Mahomed (en), né à Patna en Inde, reçoit la haute distinction d'être fait chirurgien shampouineur de George IV comme de Guillaume IV.

## Utilité
La première utilité du shampooing est d'éliminer les corps gras. Les industriels lui ont conféré d'autres utilités, le parfum par exemple, l'effet moussant au cours de son application, ou le lissage des cheveux après rinçage.
La peau est un organe important qui fait obstacle aux corps étrangers tout en laissant passer la transpiration. Les corps étrangers incluent poussières, microbes et molécules toxiques. Or le corps est constitué à 80 % d'eau, et la peau se prémunit du dessèchement (qui se traduit par des gerçures voire des crevasses) en excrétant la sueur et une huile naturelle, le sébum. La peau maintient un taux stable d'humidité, et reste douce, souple et intègre.
Le sébum protège les cheveux en enduisant les écailles et en recouvrant l'espace entre celles-ci. Le sébum agit comme un film protecteur avec deux actions :
- une protection mécanique contre les poussières ;
- une protection chimique contre la déshydratation (cheveu sec) et l'oxygène de l'air qui dégrade les écailles.

Avec le temps, le sébum s'accumule sur les racines. Il se diffuse néanmoins dans toute la masse capillaire par les mouvements des cheveux. Le sébum est évacué au cours du lavage, séchage et brossage, faute de quoi il forme une couche sombre, mélange de poussières, de bactéries et de substances plus ou moins toxiques, qui pose parfois des problèmes d'odeurs et de salissures sur les cols de chemises.
Cette couche sombre et grasse rend les cheveux collants, alourdis, avec un effet « mouillé ». Selon les profils de peau, et selon le rythme des lavages et la nature des produits lavants, cette couche sombre et grasse est plus ou moins visible. D'où le succès du shampoing pour éliminer ce corps gras.

## Usage
L'eau utilisée lors du shampoing agit comme un solvant. Cependant, l'eau ne se mélange pas avec les corps gras. Alors, les industriels ajoutent un agent dispersant, un détergent, pour dissoudre ces corps gras (le sébum).
La mousse, élément marketing de premier plan, ne rend pas le shampoing plus efficace.

### shampoing lavant à base de détergent
Le shampoing s'applique en massant les cheveux mouillés et le cuir chevelu, ce qui augmente mécaniquement l'efficacité. Une eau chaude augmente le pouvoir solvant de l'eau, mais dilate les pores et stimule les glandes sébacées. Deux applications de shampoing successives rend l'agression chimique du second lavage beaucoup plus forte. Un rinçage abondant à l'eau est nécessaire pour éliminer les résidus toxiques de shampoing.

#### Conséquences néfastes
Outre la présence de produits chimiques avérés ou suspectés néfastes pour l'environnement, des études[réf. nécessaire] ont démontré que l'utilisation fréquente de shampoing a une action décapante sur le sébum, huile naturellement produite par le cuir chevelu. Ainsi, le lavage a deux conséquences néfastes : assécher le cheveu et irriter le cuir chevelu.
Le shampoing, par son pouvoir décapant, fragilise aussi les cellules. Si on schématise, les cellules sont des petites bulles contenant de l'eau et dont la paroi est faite de graisse (lipides). Le détergent du shampoing dissout tous les corps gras : le sébum, mais aussi la paroi cellulaire. Tous les shampoings ont donc un impact sur les cellules superficielles de peau. Ce décapage entraîne une désolidarisation de la structure épidermique, portes d'entrée des microbes et substances toxiques (produits chimiques du shampoing). Ce qui produit les symptômes d'irritation.
En conséquence, les industriels du shampoing ajoutent d'autres agents chimiques destinés à limiter ces irritations. Le consommateur averti a tendance à ne pas abuser du shampoing. Mais, dans la société de consommation, l’industrie des cosmétiques est encouragée à vendre davantage de produits, plutôt qu'à raisonner le consommateur.
De plus, les shampoings présentent des dangers en cas de réactions allergiques ou de projection dans les yeux. Le changement régulier de marque de shampoing permet de varier les produits appliqués et de limiter la sensibilisation du cuir chevelu.

#### Surproduction de sébum
Quand le sébum est éliminé trop régulièrement, le cuir chevelu se dessèche et, en contre-réaction, les cellules de la peau augmentent leur production de sébum pour compenser. Ceci conduit à une sur-activation des glandes sébacées, ce qui graisse alors plus rapidement les racines des cheveux.
Selon Michelle Hanjani, dermatologue de l'université Columbia, diminuer graduellement l'utilisation du shampoing permet de faire diminuer progressivement la production de sébum et réduit l'aspect brillant du cuir chevelu.

### Produits complémentaires
L'usage du shampooing est suivi par l'application d'autres produits complémentaires, à visée parfois esthétique :
- l'avant-shampooing est appliqué avant le shampooing sur des cheveux secs et potentiellement abîmés, avec les écailles un peu ouvertes. Le produit est plus liquide et prépare le cheveu au lavage et aux produits décapants ;
- l'après-shampooing, ou « conditionneur » dans la terminologie anglo-saxonne, contient peu d'agents lavants et est moins agressif. Comme tout produit chimique, l'après-shampooing doit cependant être rincé. Il procure un traitement superficiel, ne contient pas de détergents, inclut des silicones pour faciliter le coiffage et la tenue de la coiffure, et il est parfois appliqué que sur les seules pointes de cheveux, notamment pour graisser celle-ci sans sur-graisser les racines, qui le sont déjà grâce au sébum naturel. Pour les personnes adeptes de lavages répétés et fréquents (tous les jours), l'application du seul après-shampooing est une bonne stratégie car le produit est moins agressif pour les cheveux et la peau.
- le masque ne contient pas de détergent et réhydrate le cheveu. Il doit être appliqué pendant trente minutes au moins. Il ne répare pas le cheveu, mais ralentit sa dégradation (cas des cheveux fragiles, ou abîmés). Comme tout produit chimique, il doit être rincé.

### Autres shampooings
D'autres techniques de lavage sont en vogue :
- Les shampooings secs se présentent sous la forme d'une poudre pulvérisée sur les cheveux. La poudre absorbe l'excès de sébum et est ensuite évacuée en brossant la chevelure[6]. Ces shampooings contribuent à rafraîchir l'aspect des cheveux, ce qui permet d'espacer les lavages. Cela devient particulièrement utile pour les cheveux longs, ou l'application sur les racines permet d'éliminer l'excès de sébum tout en préservant les pointes.
- Les produits traditionnels comme le bicarbonate de soude, le vinaigre de cidre, les poudres lavantes, les œufs, etc.

## Types de cheveux
Selon les types de cheveux, les industriels créent des formulations différentes. Les informations donnés ici sont à titre indicatif et peuvent être combinées.

### Cheveux dits normaux
Les cheveux sont dits normaux quand ils sont sains, brillants, sans fourches ou cassures. Les shampooings pour cheveux normaux sont censés être les plus neutres au niveau de la formulation.

### Cheveux dits secs
Les cheveux sont dits secs quand ils ne sont pas assez enrobés de sébum. Trois facteurs expliquent cela :
- une sécrétion de sébum insuffisante ;
- une couche de silicone laissée par les précédents shampooings empêchant le sébum de faire efficacement son effet de graissage ;
- des cheveux trop longs (le sébum n'arrive pas jusqu'aux pointes).

Les shampooings pour cheveux secs contiennent donc moins de silicones ; moins d'alcools et de solvants volatils (qui contribuent à assécher le cheveu) ; davantage de corps gras ; davantage d'agents hydratants.
L'effet détergent du shampooing élimine les corps gras et nécessite d'appliquer ensuite un soin de graissage sous forme de masque. Ceci est d'autant plus vrai pour les cheveux ondulés et crépus pour lesquels le masque gras est indispensable.

### Cheveux dits gras
Les cheveux dits gras souffrent d'un excès de sébum. Les shampooings pour cheveux gras contiennent donc des agents détergents plus agressifs. Ils ont tendance à irriter et dessécher le cuir chevelu… qui a tendance à sécréter davantage de sébum. Ces shampooings évitent le silicone qui empêche le sébum de pénétrer et contribue à rendre le cheveu plus gras.

### Cheveux dits fragiles ou abîmés
Certains cheveux sont dits fragiles ou abîmés (fourches, cassures, etc.) et sont souvent ternes. Les causes principales de cette fragilité sont la longueur des cheveux, qui sont donc moins graissés par le sébum voire plus graissés du tout, ou le traitement thermique (séchage ou fer) ou chimiques (colorations) apportés aux cheveux. Les shampooings pour cheveux fragiles ou abîmés contiennent des silicones et des corps gras. Malgré les arguments de marketing, il n'existe pas de shampooing réparateur : toute partie du cheveu endommagée le demeure jusqu'à sa coupe. Le shampooing peut seulement colmater les brèches, avec du silicone essentiellement.

### Cheveux frisés
Les cheveux frisés nécessitent des soins particuliers afin d'entretenir leur volume et leur boucle. L'humidité joue un rôle important dans l'hygiène des chevelures bouclées. Les shampooings pour cheveux frisés ne contiennent pas de silicone, qui contribue à faire perdre leur naturel aux cheveux bouclés en empêchant leur hydratation naturelle.

### Cheveux fins
Les cheveux fins une fois lavés créent souvent un effet « manque de volume ». En effet les cheveux en se frottant créent naturellement de l'électricité statique (charges négatives), lors du shampooing, les tensioactifs anioniques vont neutraliser ces charges négatives et les cheveux vont moins se repousser, d'où la perte de volume. La solution est donc de rajouter les agents chargés négativement (notamment sous la forme d'agents cationiques), pour recréer du volume. Les cheveux fins ont également une tendance à se dessécher plus vite, d'où une formulation des shampooings moins intense en silicone. Une autre raison est que le silicone en excès peut alourdir le cheveu, et particulièrement les cheveux fins.

### Cheveux colorés
Les cheveux colorés ont tendance à ternir, car les pigments de couleur s'oxydent rapidement. Les produits pour cheveux colorés en referment les écailles grâce à un tensioactif cationique qui agit également en tant que démêlant. Ils protègent le cheveu de l'oxydation grâce à des agents antioxydants (vitamine E par exemple), et avec du silicone pour faire écran aux molécules d'oxygène (oxydantes) bien que le silicone soit un obstacle à une nouvelle coloration de qualité. Ils limitent l'impact des UV grâce à des colorants anti-UV, et éliminent le calcaire qui se dépose entre les écailles grâce à un acide (acide citrique par exemple) qui resserre également les écailles du cheveu.

## Shampoings spécifiques

### Lutte contre les pellicules
La présence de pellicules dans les cheveux s'explique par :
- un shampooing trop agressif, en particulier contenant trop d'agents anioniques ;
- des champignons cutanés, qui exige l'emploi d'un shampooing antifongique, souvent à base de pyrithione de zinc.

### Lutte contre les poux
Les shampooings anti-poux contiennent des substances insecticides tuant l'insecte adulte ou ses œufs. Les produits utilisés ont varié dans le temps : on a utilisé du DDT à partir de 1940, du lindane à partir des années 1960, du malathion à partir des années 1970, puis des organochlorés et des organophosphorés, des carbamates et enfin les pyréthrinoïdes (bioallerthrine, pyrethrins, phénothrine, permethrine).

### Shampoing pour animaux
Il existe des shampoings spécifiques pour les animaux de compagnie ou de concours, qui leur évitent des irritations parce que la peau des animaux a un pH différent de la peau humaine.[réf. nécessaire]

## Ingrédients

### Histoire
Dans l'Égypte antique, le shampoing était fait d'acide citrique, un peu de savon et de l'eau.
Des temps anciens à ce jour, les Indiens ont utilisé différentes formules de shampooings en se servant de plantes comme le neem, l'acacia Concinna ou la noix de lavage, le henné, le bael, la bacopa monnieri, le fenugrec, le babeurre, l'amla, l'aloès et l'amande en combinaison avec quelques composantes aromatiques comme le santal, le jasmin, le curcuma, la rose et le musc.
Dans les premiers temps du shampooing, les coiffeurs anglais faisaient bouillir des paillettes de savon dans de l'eau avec des plantes afin de donner lustre et fragrance aux cheveux.
À l'origine, les premiers shampooings étaient à base de savon noir et de cristaux de soude ; tous deux contiennent des tensioactifs (détersifs). Ils laissaient souvent un dépôt blanchâtre. Les cheveux pouvaient rapidement devenir poisseux et emmêlés. Il faudra attendre le shampooing moderne, celui que nous connaissons aujourd'hui, pour régler ces problèmes. Une formule améliorée a d'abord été proposée au cours des années 1930 avec Drene, le premier shampooing synthétique (et non-savonneux). Puis, Eugène Schueller, de L'Oréal lance en 1931 un shampooing à base de matières synthétiques, le Platinosel, qui laisse les cheveux propres et soyeux. En 1934, c'est au tour de Dop, premier shampooing grand public.

### Shampooings professionnels
Les shampooings professionnels diffèrent peu des shampooings grand public. Ils possèdent quelques atouts cependant :
- ce sont les premiers à utiliser les nouvelles molécules ;
- ils sont plus sélectifs dans leur formulation et avec davantage de formation, les coiffeurs ont alors la charge de bien analyser le cheveu pour éviter de dégrader ce dernier avec un shampooing non adapté ;
- ils peuvent être plus agressifs, pour éliminer la laque ou d'autres produits coiffants et doivent être rincés rapidement et consciencieusement.

### Additifs liés au marketing
Aux agents détergents, les industriels ajoutent des éléments de conservation (pour éviter que le shampooing ne se dégrade), et des agents « commerciaux », non liés directement au shampooing mais facilitant sa vente (colorants, parfums, texture, etc.).
Les agents détergents utilisés ont une mousse éphémère, il leur est fréquemment ajouté des agents moussants (détergents peu efficaces mais moussant beaucoup) pour que la mousse soit plus généreuse et surtout plus persistante.

### Composition des shampooings modernes
La composition des shampooings, dans le format défini par l'International Nomenclature of Cosmetic Ingredients (INCI), est la suivante :
- eau (aqua) déminéralisée, en tant que solvant (40 à 60 % de la formulation) et agent liquéfiant ;
- agents lavants (15 à 30 %), qui dissolvent la graisse qui est entraînée dans l'eau avec les molécules ou particules qu'elle a fixé ; 
  - des anioniques (détergents efficaces notamment sur les zones graisseuses et oxydées, leur mousse est légère et éphémère. Ils sont légèrement irritants) :
    - du laureth sulfate de sodium (sodium laureth sulfate, SLES) (le plus commun)
    - du sodium pareth sulfate
    - du laurylsulfate d'ammonium (ammonium lauryl sulfate, ALS) (moins irritant que le laureth sulfate de sodium, utilisé notamment pour les cheveux colorés)
    - du laureth sulfate d'ammonium (ammonium laureth sulfate) (moins irritant que le laureth sulfate de sodium)
    - cocosulfate de sodium
    - du laurylsulfate de sodium  (sodium lauryl sulfate, SDS) (ce dernier étant le plus agressif et devant être bien rincé)
    - du disodium laureth sulfosuccinate (haute tolérance cutanée + moussant et viscosant)
    - du diéthanolamine (DEA)
    - du triéthanolamine (TEA)
    - de Lauryl alcphol, dodécanol (détergents moins irritants)
    - du glutamate

  - agents cationiques (action démêlante et adoucissante) :
    - Polyquaternium
    - Guar Hydroxypropyltrimonium chloride

  - agents non-inoniques (surfactants souvent d'origine naturelle particulièrement doux contrecarrant le côté irritant des agents anioniques)
    - des glucosides et dérivés
    - cocamides (moussant et épaississant), ils sont souvent utilisés pour atténuer le côté irritant des tensioactifs anioniques
    - bétaïnes (moussants) souvent dérivés de la noix de coco
    - poloxamère

- agents moussants (qui sont également des tensioactifs) :
  - Polyéthylène glycol
- agents conservateurs (biocides conservateurs obligatoires pour prolonger la durée de conservation du produit et limiter la prolifération bactérienne) :
  - Formaldéhyde (interdit de nos jours en Europe, sauf dans les vernis à ongles)
  - Alcools légers 
    - Alcohol, Ethyl alcohol, x-prop-x-ol, x-prop-x-yl (risque de dessèchement du cheveu si la quantité est trop importante)
    - Benzyl alcohol (non desséchants)

  - éthers de glycol
  - parabènes (potentiellement cancérogènes pour les femmes)
    - Methylparaben
    - Propylparaben

  - Les isothiazolinones (irritants) :
    - Methylchloroisothiazolinone
    - Méthylisothiazolinone

  - Conservateurs « doux »
    - Benzoate de sodium, Salicylate de sodium
    - Sorbate de potassium
- agents émulsifiants (qui évitent de devoir remélanger le shampooing dont les composants gras et aqueux se séparent naturellement) :
  - Peg-7 Glyceryl cocoate,
  - Laureth-X (X étant un nombre)
- additifs, variant selon l'effet recherché :
  - des agents anticalcaires
    - Tetrasodium EDTA (augmente également l'efficacité des conservateurs)

  - des correcteurs/stabilisateurs de pH pour acidifier le shampooing (les acides ont à la fois un pouvoir anti-calcaire et de resserrer les écailles du cheveu)
    - Acide citrique

  - des colorants, identifié par CI suivi d'un chiffre
  - des agents de texture
    - Chlorure de sodium qui est utilisé pour épaissir le mélange (viscosité)
    - acrylates (gélifiant)
    - Silicone (effet démêlant, soyeux et doux, mais imperméabilisation du cheveu qui se dessèche dessous), ils sont repérables aux suffixes suivants : « -icone », « -iconol », « -siloxane », « -silane »

  - des huiles essentielles simples ou composées (parfums, ou fragrance). S'ils contiennent des allergènes ces derniers doivent être mentionnés :
    - Limonène (agrumes), Linalol (muguet/lavande), Hexyl cinnamal (camomille), Benzyl salicylate (musk), citronellol, Aldéhyde cinnamique (cannelle), Butylphenyl methylpropional (agent masquant)

  - des agents nourrissants (huiles) pour nourrir le cheveu et le protéger (avec un risque d'alourdissement si la formule est trop dosée)
    - se terminent souvent par « Oil » (corps gras) ou « Extract » (souvent des huiles essentielles)

  - des agents dits « hydratants » tels que du miel ou la glycérine (qui limitent le dessèchement de l'épiderme) qui contribuent également à rendre la peau douce. Ils sont à éviter dans un milieu sec comme la montagne ou en plein été car ne pouvant plus capter l'eau de l'atmosphère (action humidifiante attendue), ils se mettent à capter l'eau de la fibre capillaire pour finalement la dessécher.
    - glycérol (glycérine)
    - Lactose, Lactate et Protéines de lait (Lactis proteinium)
    - Alcools à chaine longue « - - - - - -  yyyy-OL » (ex. : propylène glycol)

  - des agents démêlants permettant aux shampooings « deux en un » de servir aussi d'après-shampooings
    - cf. tensioactifs cationiques

  - des agents médicamenteux (shampooings anti-poux, antipelliculaires, etc.)
    - pyrithione de zinc

## Impacts et polémiques

### Impact environnemental
Les shampooings, en raison de leur concentration en tensioactifs, colorants, parfums et substances biocides sont à éviter dans le milieu naturel. Le conditionnement en bouteille plastique jetable est également source de pollution plastique.

### Impacts sanitaires
Outre l'inconfort en cas de contact avec les yeux, des personnes développent des allergies aux shampooings ou à certains de leurs composants, en particulier semble-t-il au laurylsulfate de sodium (sodium lauryl sulfate, SDS) dont on sait au moins depuis les années 1990 qu'il est un irritant pouvant causer des dermatites et un prurit (plus ou moins selon l'âge et la personne),,. Et on a récemment (2021) démontré que sous la douche des quantités significatives de microparticules/aérosols de shampooings sont inhalées et peuvent atteindre les poumons, alors que sous cette forme, la toxicité de ces molécules n'a pas été testée.
Selon l'Occupational Safety and Health Administration (OSHA), le NTP (National Toxicology Program, département de la Santé et des Services sociaux des États-Unis) et le CIRC (Centre international de recherche sur le cancer) ainsi que la CTFA (Cosmetic, Toiletry and Fragrance Association), ou encore l'American Cancer Society, le SLES (Sodium lauryl ether sulfate, dénomination INCI : sodium laureth sulfate) n'est pas cancérigène en dépit d'une rumeur qui a circulé à la fin des années 1990.
Le SLES est réputé légèrement moins irritant que le SDS, mais pourrait être dangereux car non métabolisable par le foie[réf. nécessaire].
Au-delà d'une certaine dose, le SDS est facteur d'ulcères aphteux ; référencé dans certains pays comme « rongeur de plaie »,, mais certains fabricants pourraient le préférer aux SLES (qui sont moins irritants) en raison d'un moindre coût.
Certaines souches de poux ont développé des résistances aux shampooings antipoux et ces derniers pourraient peut-être accroître le risque de leucémie aiguë de l'enfant.

### Risques significatifs
En février 2016, une étude de l’association de consommateurs UFC Que Choisir montre que, sur 200 shampoings, seuls 26 ne présentent « Aucun risque identifié à ce jour » (soit 13%). Certains shampoings présentent des « risques significatifs » pour les « tout-petits (0-3 ans) » pour 7 d'entre eux, d'autres pour les « femmes enceintes » pour 3 d'entre eux, d'autres pour les « enfants adolescents 3-16 ans » (pour 3 d'entre eux), et 3 d'entre eux pour les 3 catégories à la fois.

### Effets indésirables
Les shampooings contiennent des ingrédients qui peuvent avoir des effets indésirable :
- des effets exagérés par une formulation mal adaptée (un shampooing pour cheveux gras va agresser un cheveu sec ou cassant) ;
- un shampooing pour cheveu sec appliqué sur un cheveu sain et normal sera moins efficace ;
- appliquer deux fois le shampooing (faire deux lavages) peut être trop agressif ;
- le silicone sur des cheveux secs peut conduire à des effets indésirables ;
- un cuir chevelu sensible peut s'irriter facilement à cause des agents chimiques (notamment les détergents).

### Perturbateurs endocriniens
En septembre 2013, une étude de l'institut indépendant de notation Noteo montre que près de 40% des produits d'hygiène-beauté et shampoings 24% des shampoings contiennent au moins un perturbateur endocrinien (PE), une substance chimique interférant avec la régulation hormonale.

### Polémique sur les parabènes et isothiazolinones
La présence d'agents conservateurs est rendue obligatoire par la législation[réf. nécessaire] notamment pour empêcher les shampooings de moisir. Cependant les conservateurs sont agressifs. Il existe actuellement trois familles de conservateurs :
- parabènes (parahydroxybenzoates) : irritants, les parabens ont remplacé les formaldéhydes en tant que conservateurs – les formaldéhydes sont nocifs et ne sont plus tolérés que dans le vernis à ongles. Tous les parabènes ne sont pas autant irritants les uns que les autres. Cependant, ils sont suspectés d'avoir une influence sur le système endocrinien, pouvant expliquer l'augmentation des nombres de cancers du sein ;
- isothiazolinones (méthyl- et méthylchloro- notamment) : ils ont remplacé les parabènes. A priori, sans effet néfaste au niveau oncologique (cancers), ils sont très irritants et peuvent causer des allergies ;
- conservateurs doux (notamment le benzoate de sodium) : à la suite des polémiques sur les parabènes et les isothiazolinones, de nouveaux conservateurs plus doux font leur apparition. Leur utilisation, encore marginale en 2015, devient néanmoins de plus en plus commune.

### Polémique sur les sulfates
Les sulfates font polémique parce qu'ils sont détergents…, mais c'est aussi la raison qui fait qu'on les emploie. Certains sont plus agressifs. Mais si les lavages ne sont pas trop rapprochés et que le sujet n'est pas trop sensible, ils ne posent pas de problème. Sinon, des formules lavantes moins efficaces, mais sans sulfates arrivent de plus en plus sur le marché pour satisfaire à la demande grandissante.

### Polémique sur le benzène
En 2022, 70% des shampoings secs testés contiennent du benzène, une substance classée cancérogène par l’Union européenne, selon le laboratoire indépendant américain Valisure.

## Mouvement No-poo
Le mouvement No Poo (de l'anglais : no shampoo) consiste à laver régulièrement les cheveux à l'eau, à les sécher mécaniquement et à les brosser. L'utilisation du shampooing n'est plus nécessaire, et les conséquences sur la santé et l'environnement sont diminuées.

## French Touch
Certaines actrices promeuvent un soin des cheveux plus naturel. Un coiffeur de star témoigne ainsi en 2014 : « C’est une tendance majeure cette année sur les tapis rouges. Les actrices réclament des coiffures moins apprêtées, qui nécessitent peu de produits. “Something french”, comme me le demandait Uma Thurman. »